# Talbot Horizon
O  Horizon  é um modelo compacto de automóvel robusto e familiar lançado na Europa e nos EUA simultaneamente em 7 de dezembro de 1977, substituto do Simca 1100, foi desenvolvido pela Chrysler sob o nome de projeto de Chrysler C2 com os esboços de Roy Axe, utilizando da mecânica do Simca 1100 compartilhando motor, suspensão e câmbio e incorporando outras melhorias.
Comercializado sob as marcas Chrysler, Simca e Talbot, e com outros nomes entre eles Dodge Omni e  Plymouth Horizon nos EUA, tendo diferenças consideráveis em relação aos modelos vendidos na Europa.
Vinha com computador de bordo, ignição eletrônica, computador de viagem e câmbio automático entre os coisas. Dois anos após seu lançamento ele recebeu o prêmio Carro do Ano 1979 na Europa. Saiu de linha em 1986 na Europa e em 1991 nos EUA, depois de vender 167.642 unidades.